# Siostry Służebnice Bożego Miłosierdzia

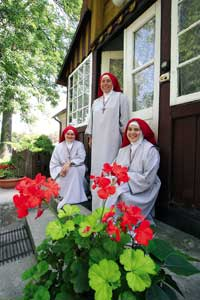
Siostry Służebnice Bożego Miłosierdzia przed swoim domem w Rybnie

Wspólnota Sióstr Służebnic Bożego Miłosierdzia – żeńska katolicka wspólnota klauzurowa erygowana jako stowarzyszenie na prawie diecezjalnym w diececji łowickiej.
Utworzenie wspólnoty było odpowiedzią na żądanie Pana Jezusa skierowane do św. siostry Faustyny Kowalskiej, odnośnie do utworzenia klauzurowego zgromadzenia zakonnego, którego celem będzie wypraszanie Bożego Miłosierdzia dla całego świata, zwłaszcza kapłanów i osób zakonnych. Odnośnie do celu, zadań, sposobu życia i stroju siostry kierują się tym, co zawarte jest w "Dzienniczku" św. Siostry Faustyny.

## Historia
Wspólnota Sióstr Służebnic Bożego Miłosierdzia powstała przez oddzielenie się od Zgromadzenia Sióstr Jezusa Miłosiernego ("Faustynek"), aby pełniej realizować powołanie klauzurowe, po wcześniejszej akceptacji kierowników duchownych i odpowiednich władz kościelnych, a stało się to pod prawną opieką ks. prof. Franciszka Bogdana SAC.

## Strój zakonny
Strój zakonny składa się z białego habitu, czerwonego welonu i czerwonego płaszcza.

## Zgromadzenie w Polsce
Aktualnie w Polsce jest  wspólnota sióstr, której klasztor znajduje się w Rybnie k. Sochaczewa.